# ديفيد باترسون (عالم)
ديفيد باترسون (بالإنجليزية: David A. Patterson)‏، عالم أمريكي في مجال البرمجيات، يشغل منذ عام 1977 منصب أستاذ دكتور في جامعة كاليفورنيا، بركلي بالولايات المتحدة الأمريكية.

## أهم إنجازاته
باترسون هو رائد تصميم بنية الحاسب «ريسك» (بالإنجليزية:  RISC)‏ والتي بني على أساسها البنية المعمارية ل"س.ب.ر.س.س" (بالإنجليزية: SPARC)‏[ما هي؟]
المستخدم من قبل صن ميكروسيستمز وفوجيتسو وآخرون.
هو أيضاً أحد مخترعي «مصفوفة التعدد للأقراص المستقلة» (بالإنجليزية: RAID, Redundant Array of Inexpensive Disks)‏ والتي ساعدت العديد من الشركات لامتلاك عتاد مستقل للحفظ.

## مؤلفاته
شارك باترسون في كتابة 5 كتب منهم، اثنان مع جون هينيسي عن معمارية الحاسوب، والكتاب بعنوان «معمارية الحاسوب: نهج مقداري» (بالإنجليزية: Computer Architecture: A Quantitative Approach)‏ و«تنظيم وتصميم الحاسوب: الواجهة العتادية والبرمجية» (بالإنجليزية: Computer Organization and Design: the Hardware/Software Interface)‏.